# Jakub Perek
Jakub Perek (ur. 4 września 1986) – polski tenisista stołowy. Członek kadry narodowej seniorów w Polsce w tenisie stołowym. Od sezonu 2023/24 zawodnik klubu Villa Verde Olesno.
Styl gry: leworęczny, obustronny atak topspinowy z nastawieniem na forehand w półdystansie.

## Sprzęt
- Deska: Timo Boll Spark (OFF-)
- Okładziny:

Forehand: Bryce (grubość podkładu: 2,1 mm)
Backhand: Sriver D13-L (grubość podkładu: max.)

## Osiągnięcia
- Srebrny medalista mistrzostw Europy Kadetów w grze mieszanej razem z Węgierką Timeą Viski-Terni w 2001
- Srebrny medalista mistrzostw Europy Juniorów w grze podwójnej w parze z Hiszpanem Markiem Duranem w 2004
- Zwycięzca ekstraklasy mężczyzn z zespołem LKS Odra Roeben Głoska Księginice w 2005
- Mistrz Polski Młodzieżowców w grze podwójnej w parze z Tomaszem Lewandowskim w 2006
- Srebrny medalista Mistrzostw Polski Młodzieżowców w grze mieszanej w parze z Agatą Pastor w 2006
- 2. miejsce w rozgrywkach ekstraklasy mężczyzn z zespołem Dartom Tur Bogoria Grodzisk Mazowiecki w 2006
- 2-krotny Mistrz Polski Młodzieżowców w grze pojedynczej w 2006 i w 2007
- Brązowy medalista Mistrzostw Polski Młodzieżowców w grze podwójnej w parze z Piotrem Chmielem w 2007
- Brązowy medalista Mistrzostw Polski Seniorów w grze podwójnej w 2007 z Danielem Górakiem
- Złoty medalista Mistrzostw Polski Seniorów w grze mieszanej w 2014 z Magdaleną Sikorską
- Srebrny medalista Mistrzostw Polski Seniorów w grze podwójnej w 2014 z Jackiem Nowokuńskim
- Srebrny medalista Mistrzostw Polski Seniorów w grze mieszanej w 2015 z Magdaleną Sikorską
- Srebrny medalista Mistrzostw Polski Seniorów w grze mieszanej w 2016 z Magdaleną Sikorską
- Złoty medalista Mistrzostw Polski Seniorów w grze podwójnej w 2018 z Tomaszem Lewandowskim
- Srebrny medalista Mistrzostw Polski Seniorów w grze mieszanej w 2018 z Magdaleną Sikorską
- Brązowy medalista Mistrzostw Polski Seniorów w grze mieszanej w 2020 z Natalią Bajor
- Brązowy medalista Mistrzostw Polski Seniorów w grze mieszanej w 2021 z Natalią Bajor
- Złoty medal Mistrzostw Wojska Polskiego w grze indywidualnej w 2014
- Złoty medal Mistrzostw Wojska Polskiego w grze mieszanej w 2014
- Srebrny medal Mistrzostw Wojska Polskiego w grze podwójnej w 2014